# غوشنة زيتونية
غوشنة زيتونية (الاسم العلمي: Morchella olivea) هي نوع من الفطريات يتبع جنس الغوشنة من الفصيلة الغوشنية.